# Южное Медведково
Ю́жное Медве́дково — район, расположенный в Северо-Восточном административном округе Москвы, а также одноимённое внутригородское муниципальное образование в Москве. Современный район Медведково получил своё название от старинного подмосковного села, в 1960 году вошедшего в черту города.

## История

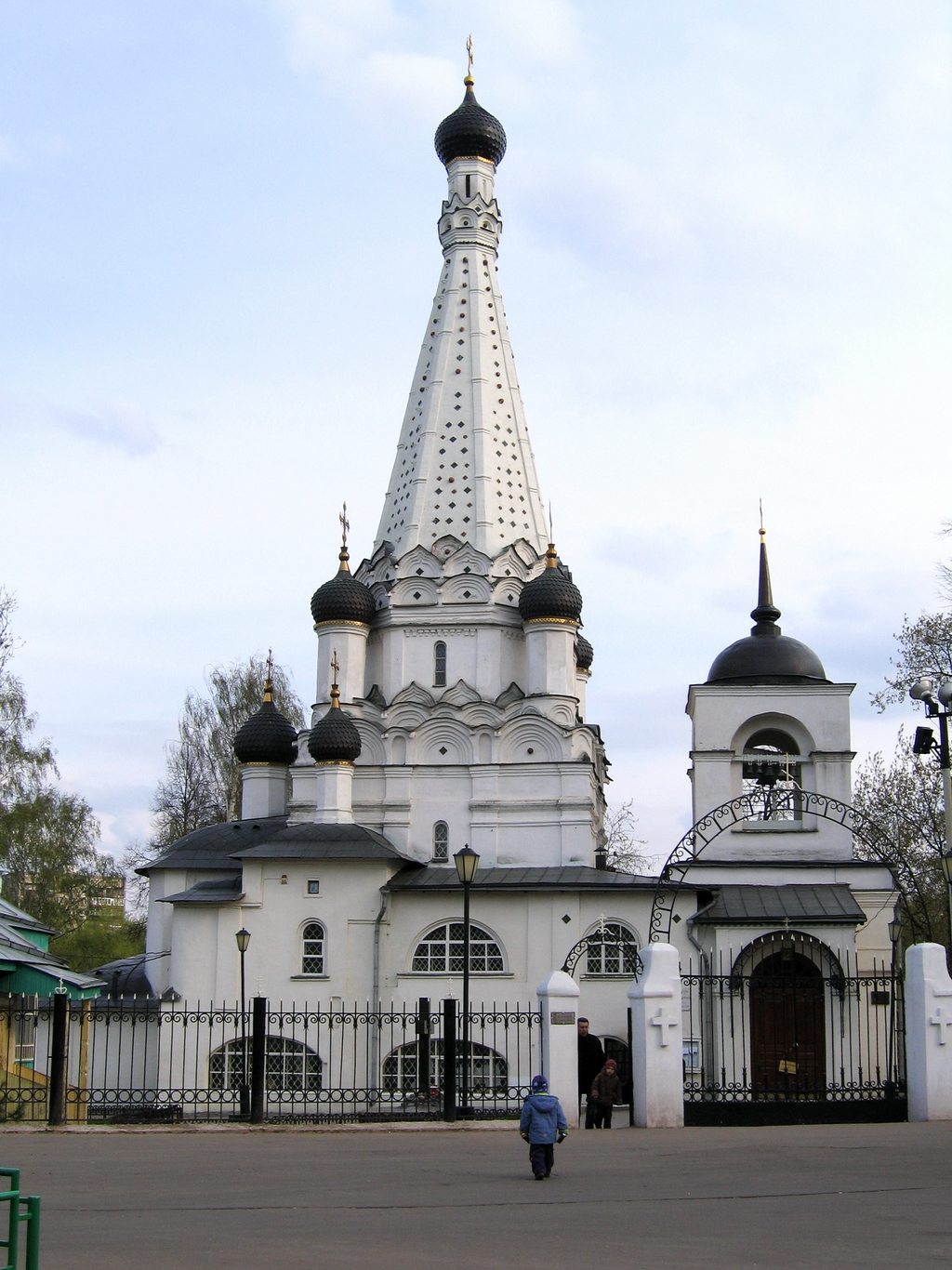
Церковь Покрова Пресвятой Богородицы

Село Медведково в сохранившихся источниках впервые упоминается в писцовой книге 1623 г. Существует ошибочное мнение, что своим названием Медведково обязано дремучим лесам, где водилось множество медведей. На самом же деле, название села «Медведево» (именно так первоначально называлось село) происходит от первого его владельца, князя Василия Феодоровича Медведя Пожарского (для рода Пожарских были характерны прозвища, добавляемые к родовому имени). Таким образом, первоначально село Медведково — это родовое имение князей Пожарских, которое являлось когда-то ещё и излюбленным местом царской охоты. Густой лес, прозрачные воды рек Яузы и Чермянки были действительно очень живописным и удачным местом для отдыха. Вероятно, поэтому в истории Медведкова насчитывается немало разных хозяев — известных вельмож русских царей. Ну а начиналась его история с того, что после изгнания поляков из Москвы князь Дмитрий Михайлович Пожарский (приходившийся праправнуком князю «Медведю») на пустоши, в которую превратились эти земли в период «Смутного времени», ставит свой боярский двор, две мельницы на реках, и, конечно же, деревянную церковь. И стала пустошь «Медведева» потихоньку возрождаться.
К концу своей жизни Д. М. Пожарский построил там уже каменную церковь Покрова Божьей Матери — в честь освобождения России от польско-литовской интервенции. Церковь представляет собой один из интереснейших образцов средневековой русской архитектуры, без упоминания которой не обходится ни один учебник.
В 1687 году владельцем Медведкова становится князь Василий Васильевич Голицын, друг и любимец царевны Софьи. Тогда первым делом был отлит новый колокол для церкви с надписью на нём о вечном праве нового хозяина Голицына на медведковские земли. Но история распорядилась иначе. С приходом к власти Петра I были уничтожены и сосланы многие сторонники царевны Софьи, в том числе и В. В. Голицын. Медведково было конфисковано, описано и передано боярам Нарышкиным, родственникам матери царя. Они мало заботились о своём имении, и оно часто переходило из рук в руки. В течение десятилетий в старинном подмосковном селе как бы остановилось время. И всё же диковинная красота, патриархальность быта делали этот край жемчужиной округи. Поэтому сюда в девятнадцатом веке стали часто приезжать для отдыха и занятий творческим трудом известные художники, писатели (например М. А. Врубель, В. Я. Брюсов и др.).
Большую ценность, по мнению искусствоведов, представляло вошедшее в историю русского искусства так называемое Медведковское напрестольное Евангелие 1681 года с миниатюрами, согласно преданию, выполненными царевной Софьей. Позднее следы его теряются. Иконостас храма был также, по-видимому, сделан в 1780-е годы XVIII века по заказу В. В. Голицына и переделан в XIX веке. При этом древние царские врата из Медведковской церкви, по словам историка И. М. Снегирёва, были взяты во дворец великого князя Сергея Александровича в Санкт-Петербург.
В советское время в Медведкове создаётся колхоз, а в 1960 г. после строительства МКАД оно вошло в черту столицы.

## Парки и скверы
В Южном Медведкове располагается несколько зон отдыха — парки «Чермянка» и «Певческое поле» (в составе парка «Яуза»), сквер у дома 23 по проезду Дежнёва и прогулочное пространство у Ясного пруда.

### Парк «Певческое поле»

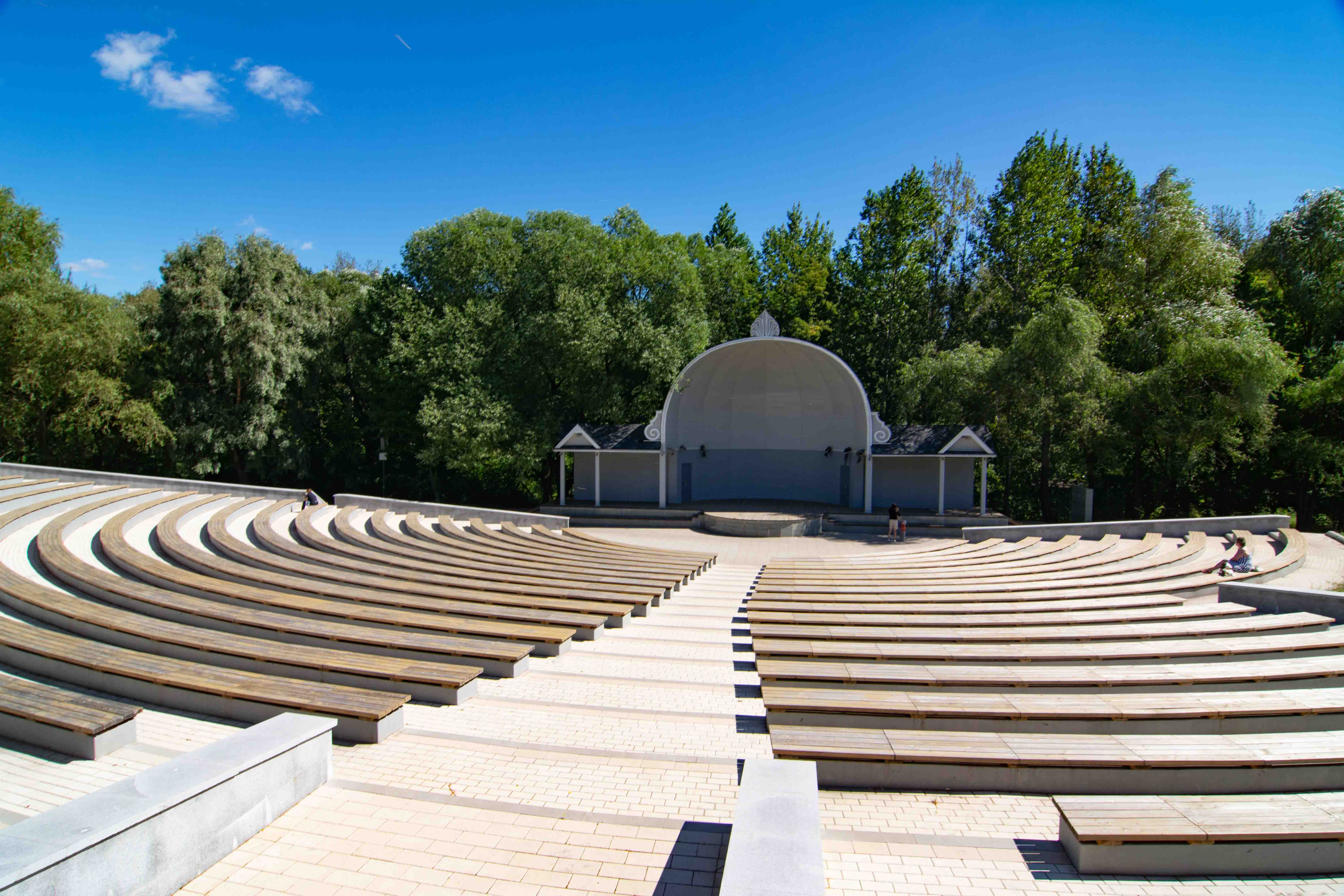
Эстрада «Певческое поле»

В 2019 году на месте недостроенного горнолыжного комплекса вдоль Заповедной улицы по программе «Мой район» был обустроен парк «Певческое поле» – часть суперпарка «Яуза». Своё имя он получил по названию эстрадной площадки, которая находится на территории парка. На территории размещены прогулочные экотропы с деревянными настилами, детские площадки, а также спортивные зоны — воркаут-площадка, хоккейная коробка с раздевалками и беговые и велодорожки. В рамках благоустройства парка была реконструирована эстрадная площадка «Певческое поле» со сценой и амфитеатром из 20 рядов, рассчитанным на более чем 1500 зрителей. В зелёной зоне располагается также несколько памятников: обелиск Участникам и ветеранам Великой Отечественной войны 1941—1945 годов, Памятный знак-камень "Аллея памяти «Сирень Победы», Памятная мемориальная доска Участникам Великой Отечественной войны 1941-45 годов, получивших ранения в боях за Родину и закладной камень «Защитникам Родины — жителям сёл Медведково и Сабурово, ушедшим на фронт в годы ВОВ 1941—1945 гг.».

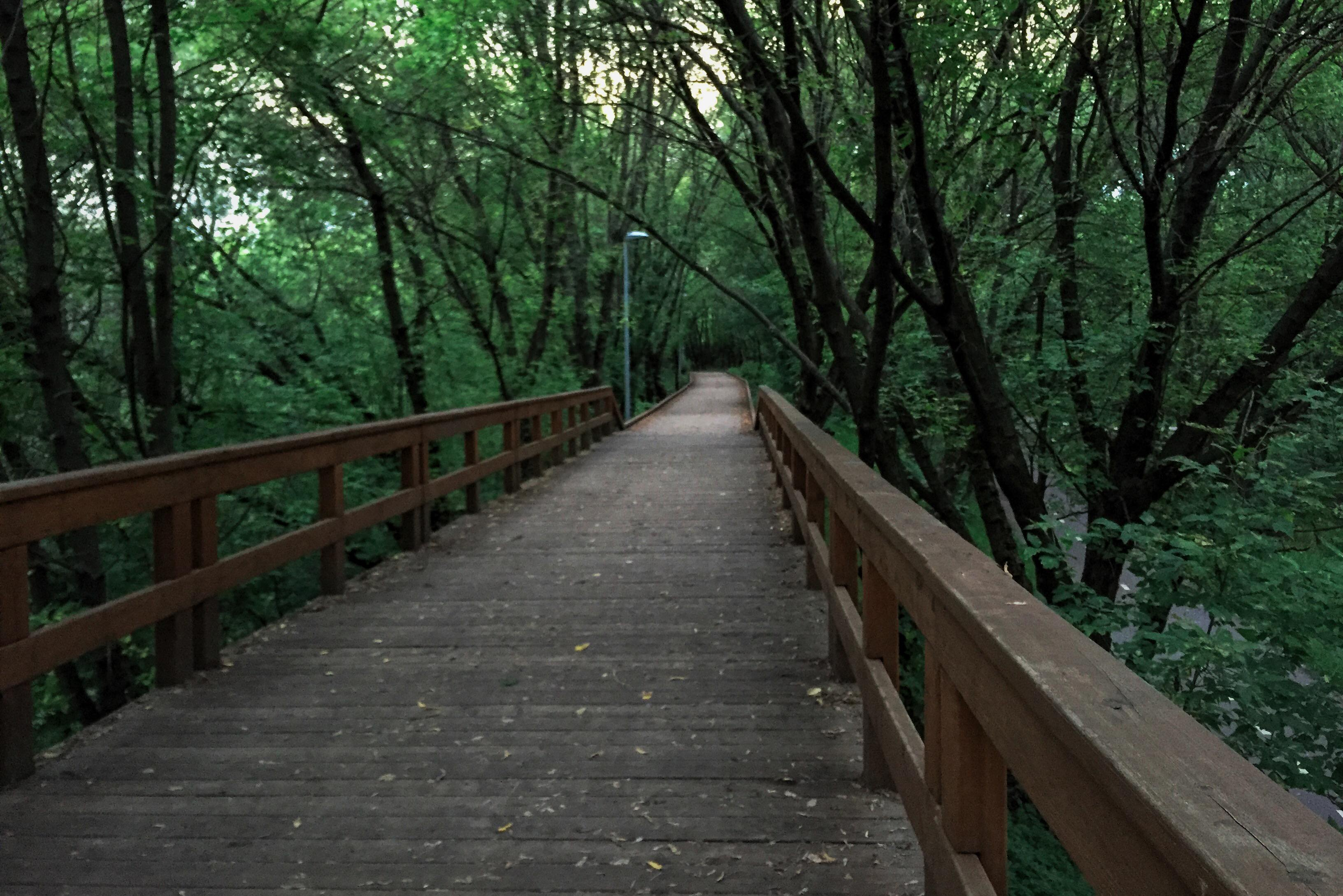
Пешеходный мост недалеко от устья. Граница районов Отрадное и Южное Медведково

#### Развитие
Развитием парка Яуза станет создание т.н. «линейного „Парка Яуза“», который  соединит Москву и Подмосковье. 
Также здесь создадут 42-километровый марафонский маршрут, который пройдёт по берегам рек Яузы и Чермянки», – сказал Сергей Кузнецов.
 Реализация проекта намечена на 2021 год.

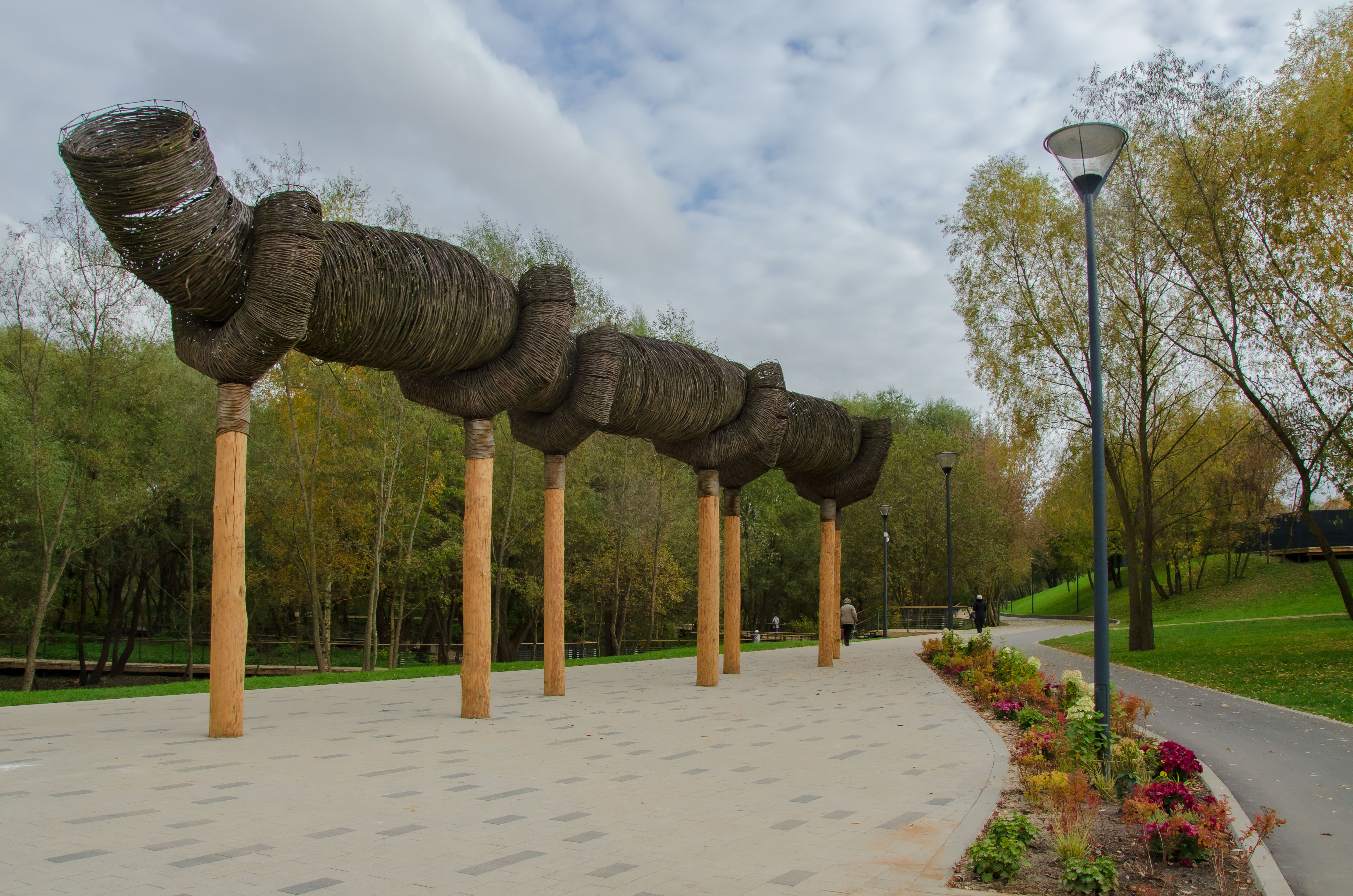
Парк «Чермянка»

### Парк «Чермянка»
Парк «Чермянка» располагается в районах Южное Медведково и Отрадное — граница районов проходит по реке Чермянка, километровый участок которой протекает на территории парка. Зона отдыха открыта для посещения с 2011 года и является частью территории регионального значения "Памятник природы «Долина реки Чермянки от проезда Дежнёва до устья». Здесь встречаются животные и растения из Красной книги города Москвы. В парке установлены арт-объекты, созданные художником из Никола-Ленивца Николаем Полисским и архитектором парка Галиной Лихтеровой, которые представляют собой конструкции из обвитой лозой металлической арматуры на деревянных сваях, напоминающие славянские рыболовные снасти — верши. В 2021 году часть парка от проезда Дежнева вниз вдоль Юрловского проезда была благоустроена. Здесь есть скейт-парк, поля для футбола и мини-футбола, теннисные корты, площадка для стритбола, воркауты и детские площадки в экотематике – с элементами песка и дерева.

### Сквер в проезде Дежнёва

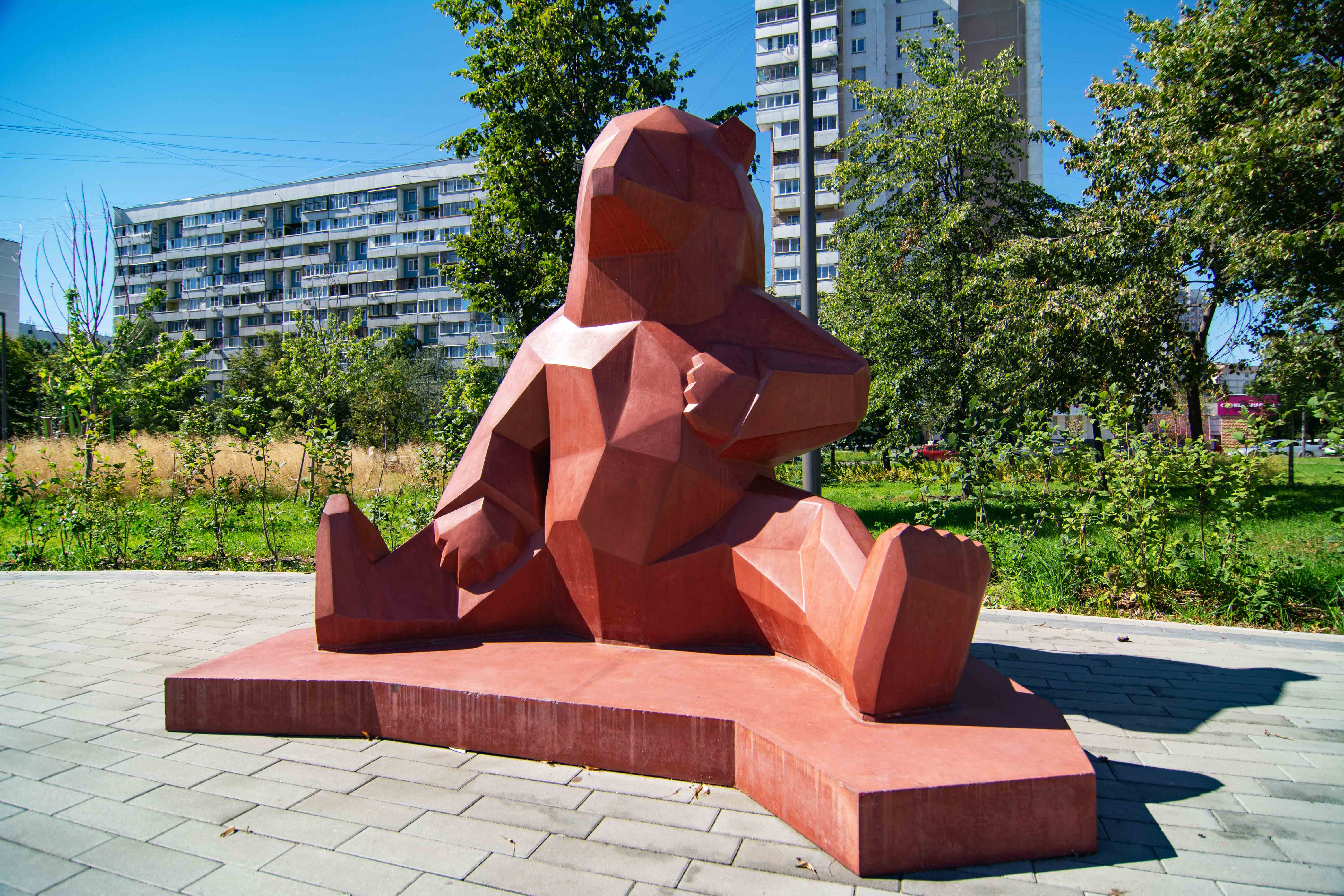
Сквер в проезде Дежнёва

Сквер был открыт в 2019 году на месте проходной зоны у торгового центра по адресу: улица Дежнёва, дом 23. Здесь установили новые скамейки, по просьбам жителей обустроили детскую площадку, а также расширили и замостили плиткой существующие дорожки. В сквере обновили газон, высадили деревья и разбили цветники. На пространстве установили арт-объект — многогранную двухметровую скульптуру, изображающую бурого медведя, символ района Южное Медведково.

### Прогулочная зона у Ясного пруда
Водоём получил своё название по Ясному проезду, где он и находится, — пруд был обустроен здесь между домами № 1 и № 5 на исчезнувшем левом притоке реки Чермянки. Вокруг пруда проложены прогулочные тропы. Сам водоём подходит для рыбной ловли — в нём обитают караси, окуни и другие рыбы. В зимнее время на Ясном пруду можно кататься на коньках. В 2021 году пруд был очищен. Его берега укрепили, на берегу обустроили смотровую площадку, а на самом пруду сделали экосистему для самоочистки.

## Население
| 2002    | 2010    | 2012    | 2013    | 2014    | 2015    | 2016    |
| ------- | ------- | ------- | ------- | ------- | ------- | ------- |
| 72 716  | ↗81 986 | ↗82 720 | ↗83 564 | ↗84 347 | ↗84 390 | ↗84 923 |
| 2017    | 2018    | 2019    | 2020    | 2021    | 2023    | 2024    |
| ↗85 007 | ↗85 521 | ↗85 698 | ↗85 867 | ↗86 048 | ↗86 996 | ↗88 150 |

### Национальный состав
По итогам переписи населения 2020 года проживали следующие национальности (национальности менее 0,1 % и другое, см. в сноске к строке «Другие»):
| Национальность | Численность, чел. | Доля     |
| -------------- | ----------------- | -------- |
| Русские        | 64 511            | 74,97 %  |
| Татары         | 779               | 0,91 %   |
| Армяне         | 472               | 0,55 %   |
| Украинцы       | 332               | 0,39 %   |
| Узбеки         | 277               | 0,32 %   |
| Таджики        | 252               | 0,29 %   |
| Киргизы        | 185               | 0,21 %   |
| Грузины        | 178               | 0,21 %   |
| Белорусы       | 143               | 0,17 %   |
| Евреи          | 119               | 0,14 %   |
| Азербайджанцы  | 97                | 0,11 %   |
| Другие         | 18 703            | 21,73 %  |
| Итого          | 86 048            | 100,00 % |

## Транспорт
На территории района нет ни одной станции метрополитена. Железнодорожное сообщение также отсутствует.
По району проходят автобусные маршруты: м54, 61, 71, 124, 181, 238, 238к, 393, 605, 628, 649, 696, 928; трамвайный маршрут 17.
По проезду Дежнёва проходят следующие маршруты автобусов:
- 61 Ясный проезд —  Свиблово —  Ботанический сад/ Ботанический сад
- 71 Ул. Осташковская —  Ботанический сад/ Ботанический сад
- 124 ст. Лосиноостровская —  Бабушкинская —  Отрадное — м/р 4Д Отрадного
- 181 пл. Лось —  Бабушкинская —  Медведково — Осташковская улица
- 238 ст. Лосиноостровская —  Бабушкинская —  Окружная —  Окружная
- 393 Осташковская улица - Ясный проезд
- 605 пл. Лось —  Бабушкинская —  Отрадное — Юрловский проезд
- 628 Ясный проезд —  Ботанический сад/ Ботанический сад —  Отрадное
- 696 пл. Лось —  Бабушкинская —  Медведково — Осташковская улица
- М54 ст. Лосиноостровская —  Бабушкинская —  Отрадное —

 Верхние Лихоборы
- 928 ст. Лосиноостровская — Бабушкинская — Алтуфьево — станция Грачёвская
- С15 пл. Лось —  Бабушкинская — Медведково — МФЦ района Ярославский
- Н6 Осташковская улица —  Медведково —  Бабушкинская —  Свиблово —  Ботанический сад/ Ботанический сад —  ВДНХ —  Алексеевская —  Рижский вокзал —  Проспект Мира/ Проспект Мира —  Сухаревская —  Лубянка —  Китай-город

Трамвай
- 17 Медведково —  Бабушкинская — Платформа Ростокино —  Ростокино —  ВДНХ — Останкино

## Промышленные предприятия
В современном районе Южное Медведково действует 11 промышленных предприятий.
В том числе: Московская территориальная фирма — завод «Мокон» — филиал ОАО «Мостотрест» (производственная деятельность не осуществляется, функционирует исключительно, как площадка для выгрузки и хранения щебня в интересах «Мосинжбетона»); Бетонный завод № 1 — филиал ОАО «Мосинжбетон»; ОАО «Асфальтобетон-Медведково»; Лосиноостровский завод строительных материалов и конструкций; ООО ССРП № 2 ВОГ (ликвидирован, на его территории возводится ЖК Полярный компанией ПИК).